# Aepus
Aepus är ett släkte av skalbaggar som beskrevs av George Samouelle 1819. Aepus ingår i familjen jordlöpare.
Släktet innehåller bara arten Aepus marinus.

## Bildgalleri

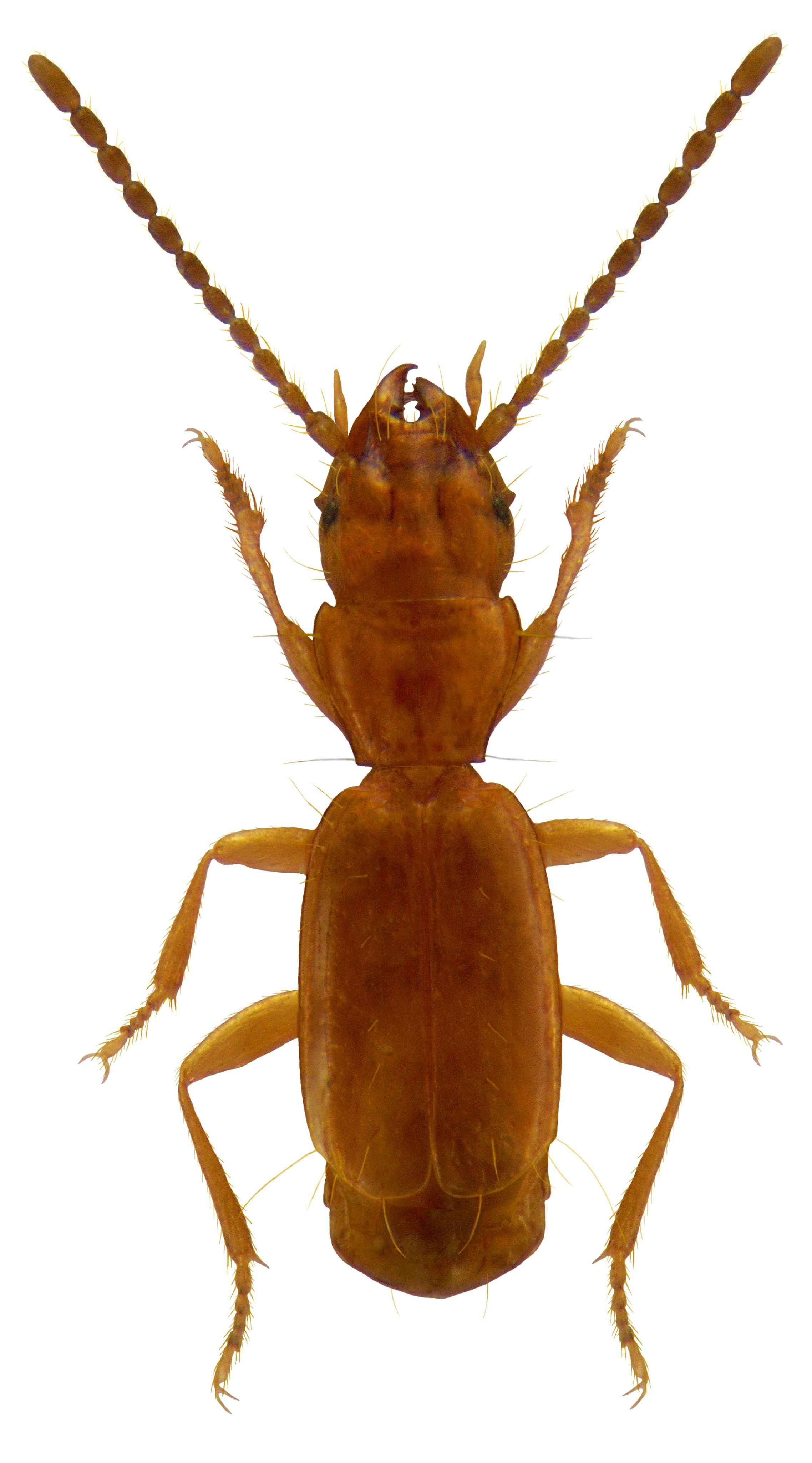